# Anas sparsa
El pato negro africano o ánade negro  (Anas sparsa) es un pato del género Anas. Genéricamente está relacionado con los ánades reales, pero difieren en ciertas peculiaridades de su comportamiento y en su plumaje. Pertenece al subgénero Melananas de manera temporal, hasta que se realicen más investigaciones acerca del ave.

## Descripción y comportamiento
El pato negro africano es un ánade completamente negro, con marcas blancas en su espalda. Es de tamaño mediano, aunque cuando está en pareja el macho destaca por ser notablemente más grande. Vive en el centro y el sur de África. Otros nombres con los que se lo conoce son pato negro de río, pato negro de África occidental y pato negro de Etiopía.
Es un ave muy tímida y territorial. Suele vérselo en parejas o en pequeños grupos; se reproduce a lo largo del año, en diferentes áreas geográficas. La madre incuba los huevos -entre cuatro y ocho cada vez- durante treinta días aproximadamente y los pichones están listos para volar y valerse por sí mismos a los ochenta y seis días de haber nacido. 
Aunque suele habitar en ríos y arroyos durante el día, por la noche prefiere aguas abiertas de gran tamaño. Vive en las aguas cercanas a las colinas arboladas de África; asimismo, esconde sus nidos cerca de un curso de agua. Construye su nido, en forma de cuenco, con ramas caídas de los árboles que crecen en su hábitat y con pasto apelmazado. Aunque construye su nido cerca de un curso de agua, siempre se encuentra por encima del nivel de la misma y sobre la tierra. 
Se alimenta de larvas y crisálidas que encuentra bajo las rocas, de animales acuáticos, plantas, semillas, pequeños peces, caracoles y cangrejos.